# Vojna a mír
Román Vojna a mír (rusky Война и мир / Vojna i mir, napsáno v letech 1863-1869, vydáno v roce 1869) je čtyřdílná románová epopej, hlavní dílo ruského spisovatele Lva Nikolajeviče Tolstého (1828-1910), jedno z největších a nejslavnějších děl světové literatury. Lev Tolstoj se v názvu své knihy inspiroval ve stejnojmenném díle Pierra-Josepha Proudhona.
Popisuje Napoleonovo tažení do Ruska a vliv Napoleonovy éry na ruskou společnost a zdejší absolutistickou carskou vládu skrz příběhy pěti ruských aristokratických rodin.

## Časové období jednotlivých dílů
1. rok 1805, bitva u Slavkova
2. 1806-1811
3. 1812, bitva u Borodina, Napoleon v Moskvě
4. 1812-1813, Napoleonova porážka

- Epilog: do r. 1820

## Filmové adaptace
- 1956 – War and Peace, USA, režie King Vidor, hrají: Audrey Hepburnová, Henry Fonda, Mel Ferrer aj. (208 min., film)
- 1965-1968 – Vojna i mir I.-IV., SSSR, režie Sergej Bondarčuk, hrají Ljudmila Saveljevová, Sergej Bondarčuk, Vjačeslav Tichonov aj. (511 min., čtyři samostatné filmy, televizní sestřih)
- 1972 – War and Peace, Velká Británie, režie John Davies, hrají Morag Hood, Anthony Hopkins, Alan Dobie aj. (754 min., dvacetidílný televizní seriál BBC)
- 2007 – War and Peace, It/Fr/Něm/Ru/Pol, režie Robert Dornhelm, Brendan Donnison, hrají Clémence Poésy, Alexander Beyer, Alessio Boni aj. (480 min., televizní seriál)
- 2016 - War and Peace, Velká Británie, režie Tom Harper, hrají: Paul Dano, James Norton, Lily James aj. (380 min., šestidílný televizní seriál BBC)

## Jiné adaptace
- Sergej Prokofjev – opera Vojna i mir (1941-1952)

- Dave Malloy – muzikál Natasha, Pierre, and The Great Comet of 1812 (2012 off-Broadway, 2016–2017 Broadway Theatre)

## Obsah románové epopeje

### Pět hlavních dějových a tematických linií románu
1. vysoká petrohradská společnost (kníže Kuragin, jeho děti Hippolyt, Anatol a Hélène, Boris Drubeckoj, Dolochov…)
2. „vážní pracovníci vládnoucího řádu“ (Andrej Bolkonskij, jeho otec kníže Nikolaj Andrejevič, jeho sestra Marija…)
3. Pierre Bezuchov
4. rodina Rostovových (hrabě Rostov, jeho žena, děti Nikolaj, Věra, Nataša a Péťa, neteř Soňa…)
5. „Rusko lidové“ – vývoj celého kolektivu, bojovníci za svobodu Ruska

V románu vystupuje na 250 postav hlavních i epizodních včetně historických osobností cara Alexandra I., císaře Napoleona či generála Kutuzova. Obsáhlé, barvité líčení bitev (u Slavkova, u Borodina) či vylidněné, hořící Moskvy nemá ve světové literatuře obdoby. Komorní scény ze života vyšší společnosti a milostná vzplanutí a dobrodružství se střídají s líčením historických událostí a boje ruského lidu proti Napoleonovi.

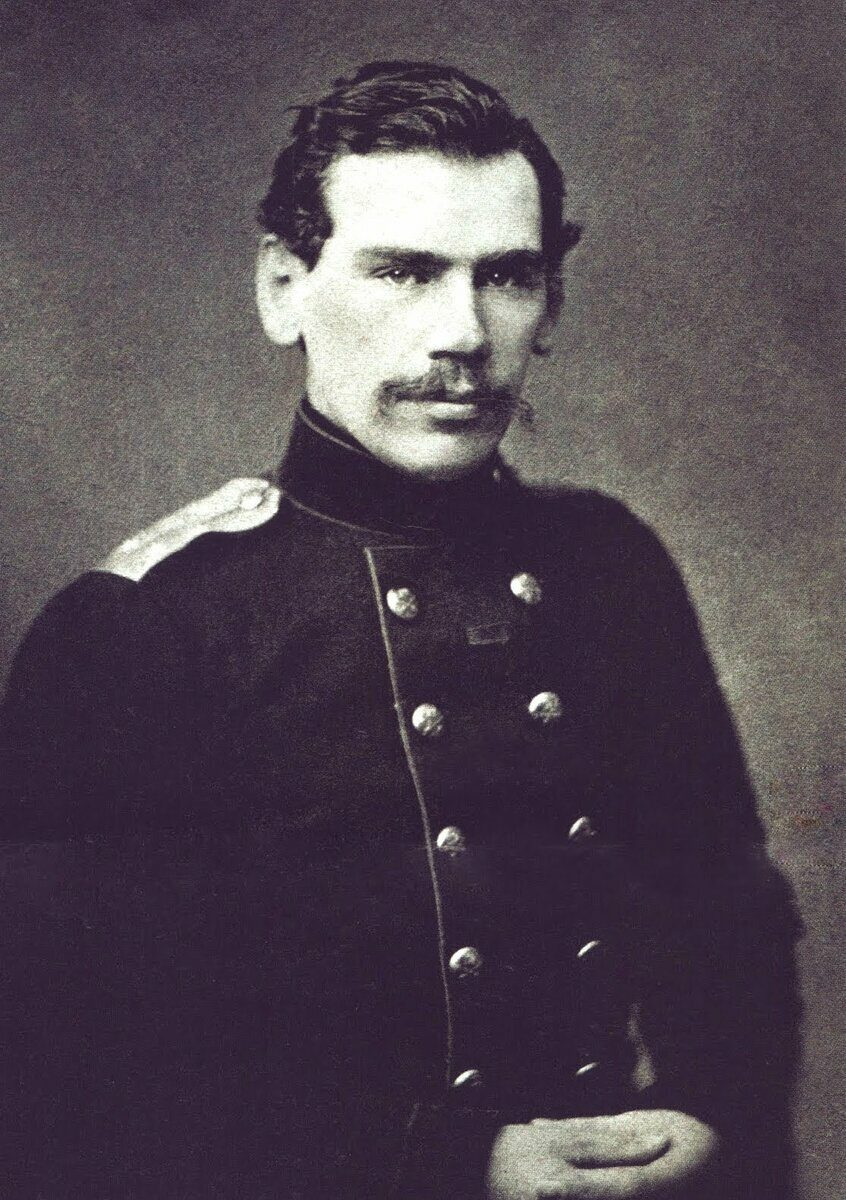
Lev Nikolajevič Tolstoj ve vojenské uniformě, rok 1856.

### I. díl

#### Část první (kap. I – XXV)
Rok 1805. Večírek u Anny Pavlovny Schererové v Petrohradě. Setkání přátel Pierra Bezuchova a knížete Andreje Bolkonského. Revolučně založený levoboček Pierre se zastává Napoleona, čímž způsobí ve společnosti skandál. Kníže Kuragin si stěžuje na své syny Hippolyta a Anatola. Je zde i jeho krásná dcera Hélène (Jelena) a také Bolkonského těhotná žena Líza. Anna Pavlovna dohazuje Bolkonského sestru Marii Kuraginovu synovi Anatolovi. Kněžna Drubecká žádá Kuragina, aby se přimluvil za jejího syna Borise u cara. Po večírku je Pierre u Bolkonských. Rozepře mezi Andrejem a Lízou (Lisou) kvůli válce. Andrej radí Pierrovi, aby se nikdy neženil a aby se přestal stýkat s Kuraginovými, což mu Pierre slibuje. Ale slib nedodrží – ještě tu noc jede k Anatolovi, kam byl pozván – mezi hejsky, výtržníky a opilce.
Oslava svátku matky a dcery u Rostovových v Moskvě. Je zde i kněžna Drubecká – za jejího syna Borise, který u Rostovů vyrůstal, se dle slibu přimluvil Kuragin u cara a Boris se stal u gardy praporčíkem, nebyl však už vybrán jako pobočník Kutuzova (tím je Andrej Bolkonskij). Drubecká mluví o Pierrovi – jeho otec hrabě Bezuchov umírá. Pierre je však nelegitimním synem. Hlavním dědicem je Kuragin (starý Bezuchov má jen samé nemanželské syny). Nicméně jeho miláček Pierre bude bezpochyby boháčem. Vypráví však, jak nevhodně se Pierre choval u Schererové a také potom ve společnosti Anatola a jeho přítele Dolochova – ten byl degradován a Pierra poslali do Moskvy – a za Anatola ututlal skandál jeho otec (tropili si žerty ze strážníka ještě tu noc, kdy k Anatolovi přišel Pierre od Bolkonských). Do armády nejde jen Boris Drubeckoj, ale dobrovolně i Nikolaj Rostov, do něhož je zakoukaná neteř Rostovových Soňa (15 let), která u nich žije. Nataše Rostovové je nyní 13 let a má ráda Borise. Její starší sestrou je Věra. Nejmladší syn Rostovových je Petruša, Péťa. Boris slibuje Nataše, že za čtyři roky požádá o její ruku. Kněžna Drubecká si stěžuje své přítelkyni hraběnce Rostovové na svou bídu kvůli jakémusi procesu a jak se musí ponižovat a doprošovat, aby pro milovaného syna Borise dosáhla svého. Doufá, že jeho kmotr, starý Bezuchov, mu něco odkáže. Chce teď jet za ním. U Bezuchovů se setká s knížetem Vasilijem Kuraginem. Ten není rád, že ji vidí, hned se bojí o dědictví. Starý Bezuchov už nemá naději. Boris jde pozvat Pierra na oběd k Rostovovým. Pierre je skutečně v Moskvě – historka o skandálu je pravdivá. Umírajícího otce ale ještě neviděl – otec ho nedal zavolat. O starého Bezuchova pečují tři kněžny Kuraginovy, sestřenice Pierra. Boris s ním nahlas mluví o tom, že všichni čekají, komu hrabě odkáže svůj obrovský majetek. Po návratu Drubecké jí dá hraběnka Natálie Rostovová peníze na Borisovu uniformu.
Slavnostní oběd u Rostovových, spousta hostů. Hovory o válce, která byla právě vyhlášena. Soňa si naříká Nataše – bojí se, že si nikdy nebude moci vzít Nikolaje, protože jsou bratranec a sestřenice. Mezitím dá hrabě Bezuchov zavolat pro Pierra. Doprovází ho Drubecká, aby mu pomohla a především ochránila své zájmy. Kuragin a tři kněžny mají strach o závěť – zřejmě nakonec všechno zdědí Pierre. Drubecká a nejstarší kněžna se přetahují o skříňku s listinami. Hrabě je mrtev a z Pierra se stává boháč. Nic však nechápe – všechny ty tahanice o majetek apod. Drubecká ho zapřísahá, aby nezapomněl splnit otcovo přání – totiž pomoci jí a Borisovi. Lysé Hory – venkovské panství knížete Bolkonského. Přísný, ale činorodý kníže zde žije s nepříliš hezkou dcerou Marií, kterou trápí svými nároky. Také zde bydlí vychovatelka slečna Bourienne. Očekávají příjezd Andreje a Lízy. Marija dostane dopis z Moskvy od dávné přítelkyně Julie Karaginové (kvůli níž žárlila Soňa na Nikolaje Rostova). Ta jí píše, že Pierre dědil, byl uznán za právoplatného syna a stal se hrabětem Bezuchovem a všichni hned k němu jinak shlížejí, zvláště matky s dcerami na vdávání. I Julii teď považují za možnou nevěstu. Píše také, že chtějí Marii provdat za Anatola Kuragina (nebo o tom aspoň mluví).
Přijede Andrej s Lízou, která je těhotná. Druhý den odjíždí Andrej k armádě a Líza zde má zůstat. Hovoří s otcem o Bonapartovi. Rozloučení a Andrejův odjezd.

#### Část druhá (kap. I – XXI)

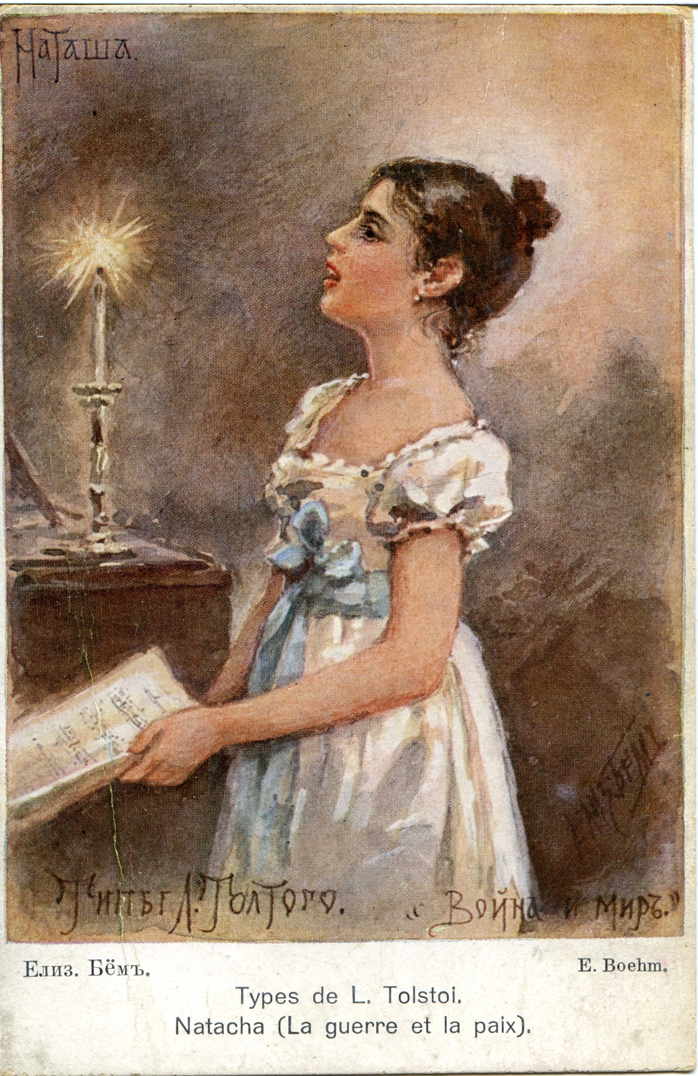
Nataša Rostovová od Jelizavety Böhmové

Říjen 1805, ruské ležení u rakouského Braunau. Mezi vojáky je i degradovaný Dolochov. Generál Kutuzov jede na přehlídku. V jeho suitě je i Andrej Bolkonskij jako jeho pobočník. Ke Kutuzovovi dorazí raněný rakouský generál Mack, který se vzdal u Ulmu Bonapartovi. Andrej sestavuje zprávu, proč se Rusové dosud nepřidali k Rakušanům. Bolkonského druh, důstojník Něsvickij. Vtipálek husarský kornet Žerkov. Druhý pobočník Kozlovskij. Nikolaj Rostov slouží jako kadet u husarského pluku, tábořícího 2 míle od Braunau, v německé vesnici Salzenecku. Velitelem eskadrony je rytmistr Vaska Děnisov. K husarům se vrací Žerkov se zprávou o Mackovi. Přijde rozkaz vyrazit nazítří na pochod. Kutuzov ustoupil k Vídni. Potyčka s Francouzi u mostu na Enži. Rusové ustupují po proudu Dunaje. Dvůr se z ohrožené Vídně přestěhoval do Brna. Konec října. Andrej je poslán jako kurýr do Brna. Je zklamán, protože je přijat pouze ministrem války. Ubytuje se u ruského diplomata Bilibina. Andrejovy zprávy o jednom vítězství (bitva u Kremže) nejsou přijaty s takovým nadšením, jak si představoval. Dozví se, že Vídeň už je obsazena Francouzi a že Napoleon sídlí v Schönbrunnu. U Bilibina se Andrej setká s Hippolytem Kuraginem. Po audienci u císaře Františka se Andrej dozví, že Francouzi táhnou na Brno. Všichni v Brně balí. Andrej odjíždí zpět k armádě. Kutuzov ustupuje ke Znojmu od Kremže, Napoleon táhne z Vídně na Znojmo. Kutuzov a Murat uzavřou příměří, ale Napoleon to Muratovi zakáže. Andrej odjede k Bagrationovu pluku, kde se právě schyluje k bitvě po onom příměří. Objíždí rozestavená ruská vojska. Zpět u knížete Bagrationa v Grundu. Bitva u Schöngrabenu. Nikolaj Rostov je zraněn, málem zajat, ale podaří se mu uprchnout. Schöngraben je zapálen. Andrej jede k Tušinovi s rozkazem k ústupu. Rusové ustupují. Na jednom děle se veze raněný kadet Rostov. Dolochov zajal francouzského plukovníka a byl také zraněn. Ústup. Oběd u Bagrationa. Dorazí Tušin, který ztratil dvě děla. Andrej se ho zastane a tvrdí, že děla byla zničena a že za úspěch dne vděčí právě Tušinovi. Rostov leží raněn a lituje, že se dal na vojnu. „Druhý den Francouzi útok neopakovali a zbytek Bagrationova oddílu se připojil ke Kutuzovově armádě.“

#### Část třetí (kap. I – XIX)
K zbohatlému Pierrovi se všichni rázem chovají jinak, s úctou. Kníže Kuragin ho chce oženit se svou krásnou dcerou Héléne, v čemž mu na večírku v Petrohradě, kam Pierre opět odjel z Moskvy, pomáhá Schererová. Pierra Héléne přitahuje, i když zároveň cítí podivný strach. Díky knížeti je zařazen do diplomatického sboru.
Po dalším večírku – a Pierrově dlouhém a bolestném váhání – je rozhodnuto. Za další měsíc a půl je Pierre už ženatý a usadí se v opraveném domě hrabat Bezuchovových v Petrohradě.
Kníže Kuragin se vypraví na ves k Bolkonským, aby požádal o ruku Marii pro svého syna Anatola. Starý kníže Bolkonskij jím však pohrdá, od dcery se nechce odloučit, ale dává jí svobodu volby.
Nehezká Marija Anatola nezaujme, zato její společnice Amelie Bourienne ano. Marii však krásný Anatol okouzlí a už je rozhodnuta provdat se za něj. Kníže si dobře všimne, jak Anatol kouká po Amelii, nikoli po Marii, což dceři také řekne. Marija tomu nevěří, ale pak, právě když si má definitivně rozmyslet svou odpověď, přistihne Anatola a Amelii v objetí. Pak oznámí, že se provdat nechce, že chce zůstat s otcem. Kníže se zlobí, ale ve skutečnosti je rád – chce být s dcerou a Kuraginovými pohrdá. Marija se rozhodne být šťastná štěstím Amelie – necítí nenávist, chce jí pomoci.
Rostovovi dostanou dopis od zraněného Nikolaje. Byl povýšen na důstojníka.
Listopad. Kutuzovova armáda táboří u Olomouce.
Rostovovi poslali dopis a peníze pro Nikolaje přes Drubeckou Borisovi. Nikolaj odjel k Borisovi, aby si je u něj vyzvedl. Setká se zde s Bergem, zřejmě snoubencem své sestry Věry. Později sem přijede Andrej Bolkonskij. Přehlídka ruského vojska před carem Alexandrem a císařem Františkem. Boris se vypraví k Andreji do Olomouce, aby mu pomohl stát se pobočníkem. Andrej rád pomáhá mladým lidem. Zavede Borise ke knížeti Dolgorukovovi, který právě zvítězil nad opatrným Kutuzovem – válečná rada totiž rozhodla zaútočit proti Napoleonovi a na nic dál nečekat. Dolgorukov slíbí, že pomůže, ale je dosti zaneprázdněn.
Schyluje se k bitvě u Slavkova – k „bitvě tří císařů“.
Rusové dobudou Vyškov a zajmou francouzskou eskadronu. Rostov se setká s císařem, jedoucím k přednímu voji. Car se ubytuje ve Vyškově a odmítne schůzku s Napoleonem. Kutuzov si myslí, že bitvu prohraje. Andreji se nelíbí schválený plán bitvy, ale Dolgorukov ho nevnímá.
Válečná rada u Kutuzova ve Slavkově. Andreji se nepodaří vznést své námitky. Nikolajova eskadrona má zůstat v záloze, Nikolaj chce však do boje. Po menším průzkumu v blízkosti nepřítele, kam ho poslal Bagration, ho požádá, aby byl přidělen k první eskadroně. Bagration si ho u sebe nechá jako ordonanc. Brzy ráno začíná v husté mlze bitva. Zmatek v ruské armádě kvůli rozkazům. Nadšení vojáků ochabuje. Kutuzov stále váhá s útokem. Přijedou oba císaři. Alexandr přinutí Kutuzova k útoku. Francouzi se náhle objeví blíž, než Rusové předpokládali. Vojáci se dají na útěk, Francouzi střílí na Kutuzova. Andrej velí k útoku, je však zraněn. U Bagrationa se ještě nebojuje. Bagration chce vyčkat, zatímco Dolgorukov by už zaútočil. Bagration vyšle proto Rostova ke Kutuzovovi (nebo k panovníkovi), aby se zeptal po rozkazu. Rostov je šťasten. Po cestě potká Borise a Berga – již byli v boji, Berg raněn.
Zmatek, úprk, zranění. Rostov nevěří, že by prohrávali, jak tvrdí někteří. Dozví se, že car byl raněn. Jede však dál. Náhle spatří osamoceného cara – byly to tedy nepravdy. Touží mu pomoci, ale než se k něčemu odhodlá, kdosi ho předejde. Nikolaj lituje své neschopnosti. Odpoledne je bitva prohrána. Dolochov, již důstojník, též zraněn. Zraněný Andrej ležel dlouho v bezvědomí v poli. Po bitvě, k večeru, objíždí pole Napoleon. Spatří i Andreje a dá ho převézt k ošetření mezi ostatní zajatce. Znovu ho spatří při prohlídce zajatých, které chválí za jejich statečnost. Andrej blouzní. „Jako raněný bez naděje na uzdravení byl kníže Andrej ponechán péči místních obyvatel.“

### II. díl

#### Část první (kap. I – XVI)
Začátek roku 1806. Nikolaj Rostov se vrací domů do Moskvy a jede s ním Děnisov. City mezi Nikolajem a Soňou ochladnou. Hrabě Rostov připravuje hostinu na počest knížete Bagrationa. Mluví se o Pierrově nešťastném manželství s Hélène (Dolochov je prý jejím milencem) a o smrti Andreje Bolkonského. 3. března 1806 se koná oslava. Je zde i Pierre. Setká se s Dolochovem, jemuž pomohl a ubytoval ho u sebe. Nevěří, že je milencem jeho ženy, ale pak pochopí, že je to pravda. Pro malou neshodu jej vyzve na souboj. Při souboji jej zraní, ačkoli střílel poprvé v životě. Pierre si konečně přizná, že Hélène nikdy nemiloval. Po hádce se s ní rozejde – dá jí do správy polovinu majetku a odjede do Petrohradu. Bolkonští doufají, že Andrej žije, neboť jeho tělo nebylo nalezeno. V noci, když jeho žena Líza rodí, se Andrej nečekaně vrátí domů. Líza porodí syna – Nikolaje Andrejeviče, při porodu však zemře.
Dolochov se po souboji uzdravil a Nikolaj Rostov se s ním velmi spřátelí. Léto 1806 tráví v Moskvě jako pobočník generálního gubernátora, zatímco Rostovovi odjeli na venkov. Na podzim se vracejí. Dolochov požádá Soňu o ruku, ale ta odmítne, protože miluje Nikolaje. Ten jí však nemůže nic slíbit, ačkoli ji zřejmě také miluje. Děnisov je okouzlen Natašou. Nikolaj prohraje v kartách s Dolochovem 43 tisíc. Hrabě pak shání peníze. Děnisov požádá Natašu o ruku, ale je odmítnut. V listopadu odjede Nikolaj ke svému pluku do Polska.

#### Část druhá (kap. I – XXI)
Cestou do Petrohradu se Pierre setká se zednářem Bazdějem a v Petrohradě pak s hrabětem Willarskim, který mu nabídne vstup do řádu. Přijetí do lóže. Kníže Vasilij naléhá na Pierra, aby se smířil s Hélène, ale Pierre knížete vyhodí. Odjíždí na své statky rozhodnut pro nový život. Hélène přijede do Petrohradu. Večírek u Schererové. Je zde i Boris Drubeckoj, jenž má nyní významné postavení v Prusku. Boris a Hélène se spřátelí.
Opět je válka, nyní v Prusku. Andrej už nechce k armádě, a slouží proto pod svým otcem v domobraně. Většinou je sám na svém statku v Bogučarovu. Jaro 1807. Pierre odjede do Kyjeva a snaží se zavést reformy na svých statcích; protože je však nepraktický, nechává se klamat správci a brzy žije stejně „hříšně“ jako dřív. Navštíví Andreje v Bogučarovu a jede s ním na Lysé Hory. Vykládá mu o zednářství a Andrej, dosud vyprahlý, začíná pociťovat změnu. Nikolaj Rostov zpět u pluku v Polsku. Jeho přátelství s Děnisovem se upevňuje. Děnisov je zraněn a Rostov ho navštíví v nemocnici. (Červen 1807) Boris se stane svědkem schůzky cara a Napoleona v Tylži 13.6.1807. Sem přijede i Nikolaj s dopisy pro cara. (Jedná se o Děnisovovu žádost o milost – zabavil proviant pro své vojáky, ale byl obviněn z krádeže.) Pokusí se požádat o pomoc nejprve Borise, pak jde k carovi – jemu odevzdá dopis jistý generál, který Nikolaje poznal. Car však nemůže pomoci, protože zákon je silnější než on. V té době je ve městě podepsána mírová smlouva mezi Ruskem a Francií. Nikolaj je tím dost znechucen, ale carovy záměry jsou pro něj i nadále nedotknutelné.

#### Část třetí (kap. I – XXVI)
1808-1809 – dobré vztahy Alexandra a Napoleona, další schůzky. Válka bývalých nepřátel proti Rakousku, dřívějšímu spojenci Ruska.
Jaro 1809. Celé dva roky Andrej neopustil venkov. Žije střídavě na Lysých Horách a v Bogučarovu. Bez námahy uskutečňuje v praxi reformy, o nichž Pierre jen mluví. Živě se zajímá o politické události. Při správě statků svého synka navštíví Andrej Rostovovy v Otradném. Je okouzlen Natašou, což ho zneklidňuje. Chce však opět plně žít, a proto v srpnu 1809 odjede do Petrohradu. Andrej vypracoval návrh vojenských zákonů. Stává se členem komise pro vojenský řád. Setká se s ministrem Speranským, kterého obdivuje pro jeho reformy ve státě.
Mezitím Pierre pochybuje o ruském zednářství a vydává se do ciziny. V létě 1809 se vrací do Petrohradu. Jeho návrhy na změny však řád nepřijme a Pierre je zklamán. V Moskvě mu radí Bazděj. V listopadu se usmíří se ženou. Hélènin salon je nejskvělejší v Petrohradu. Chodí sem i Boris – a Pierre si zapoví ženu podezírat. Boris je přijat do lóže. V deníku si Pierre poznamená, že Borise nenávidí a marně se to snaží překonat. Rostovovi jsou nyní také v Petrohradu. Mají finanční problémy. Berg požádá o Věřinu ruku a je přijat. Tahanice kolem věna. Nataše je v r. 1809 šestnáct let. Po letech ji navštíví „ženich“ z dětství Boris. Ten si nechce Natašu vzít, protože by mu překážela v kariéře, jež se nyní tak dobře rozběhla (i díky poměru s Hélène), ale přesto je zkrásnělou dívkou přitahován a tráví u Rostovových spoustu času. Po rozmluvě s hraběnkou však přestane.
Na konci roku velký ples i za přítomnosti carské rodiny. Rostovovi jsou uvedeni do zdejší společnosti; první velký Natašin ples. Tančí s Andrejem Bolkonským, který se rozhodne, že si ji vezme. Pierrovi vadí, jak se všichni dvoří jeho ženě Hélène. Andrejovo nadšení pro práci ochabuje – na obědě u Speranského si to dobře uvědomí. Novomanželé Bergovi pozvou na večeři Hélène, ta však pohrdavě odmítne, naopak Pierre ne. Je zde i Boris a všichni Rostovovi. Pierre si všimne Andrejova obdivu k Nataše. Druhý den stráví Andrej u Rostovových, ale nedokáže se vyjádřit. Nataša je neklidná a rozrušená; ví, že ji Andrej miluje a ona jeho. Andrej se svěřuje Pierrovi, že si Natašu vezme. Požádá o její ruku až po návštěvě svého otce: ten si vymíní odklad svatby o rok (doufá, že se city obou změní) a Andrej musí souhlasit, stejně tak Nataša. Úmluva zůstane tajná a zasnoubení se neslaví. Nataša má navíc naprostou volnost, kdyby si vše rozmyslela. Na radu lékařů pak Andrej odjede do ciziny. Starý Bolkonskij churaví a je čím dál nesnesitelnější. Marija hledá útěchu ve víře a ve starosti o chudé. Až za půl roku, v létě 1810, jí Andrej píše z lázní ve Švýcarsku o chystaném sňatku s Natašou.

#### Část čtvrtá (kap. I – XIII)
Nikolaj Rostov již velí po Děnisovovi eskadroně. U vojska se mu líbí a domů se mu nechce. Přesto tam na jaře 1810 zavítá a je překvapen všemi změnami: Natašinou krásou; Soně je už 20 let a Péťovi 13. Rodina je však téměř na mizině. Proto matka povolala Nikolaje do Otradného a on musí dát leccos do pořádku namísto nehospodárného otce – důvěřivého hraběte všichni okrádali. V září se koná hon na vlky. Při honu hádka se sousedem Ilaginem a jeho lovci, kteří lovili v revíru Rostovových. Ilagin se však s Nikolajem spřátelí. Nikolaj, Nataša a Péťa zůstanou odpoledne u strýčka ze sousedství, který je chudý, ale všude v okolí velmi vážený. Hraběnka vidí jedinou záchranu ve sňatku Nikolaje s bohatou Julií Karaginovou, nakonec od toho však ustoupí, když pochopí, že syn stále miluje Soňu. Dopis z Říma od Andreje.
Vánoce 1810. Nataša nemá stání, nudí se, touží po Andrejovi. Nikolaj konečně pochopí, jak moc miluje Soňu a řekne rodičům, že se s ní ožení. To se nelíbí zejména matce – málem dojde k roztržce, Nikolaj však neustoupí. V lednu 1811 odjíždí k pluku. Matka se roznemůže. Hrabě s Natašou a Soňou jedou do Moskvy prodat dům a statek, aby měli z čeho žít. Také doufají, že se z cest vrátil Andrej – starý kníže je na zimu v Moskvě.

#### Část pátá (kap. I – XXII)
Pierre upadá do nečinnosti, pije, hodně čte, hýří. Aby nedělal ostudu ženě, odjede na zimu do Moskvy. Bazděj umřel.
Začátkem zimy 1810 přijede do Moskvy i kníže Bolkonskij s Marií. Ta je nešťastná: naděje na vdavky se vzdala, chybí jí její chudí, otec ji krutě trápí, nemá přátele, s Julií Karaginovou, s níž si dopisovala, si nemá co povídat a m-lle Bourienne je jí protivná, navíc otec dává přednost právě jí. O knížete pečuje doktor Métivier – kníže ho však brzy vyžene domnívaje se, že je to francouzský špión. – Malá společnost u knížete, mezi hosty Pierre a Boris, který v Moskvě tráví dovolenou. Boris se točí kolem Julie a kolem Marii, ale ta si toho pro své trápení ani nevšimne, dokud jí to neřekne Pierre, který ví, že Boris sem přijel hledat nevěstu, když v Petrohradu neuspěl. Ctižádostivý Boris není z melancholické Julie nadšen a otálí, ale když se dozví, že do Moskvy přijel hloupý, ale přitažlivý Anatol Kuragin, aby se s Julií oženil, konečně ji požádá o ruku.
Leden 1811. Přijedou Rostovovi – bez nemocné hraběnky – a ubytují se u přísné, přímé, ale přesto laskavé Marii Achrosimovové. Návštěva u knížete Bolkonského. Natašu přijme Marija, ale jedna druhou posoudí špatně. Kníže si jen přijde v županu jakoby náhodou Natašu prohlédnout. Nataša se cítí ponížená. Návštěva opery. Je zde i Hélène, Pierre, Boris s Julií, Anatol a Dolochov. Nataša se seznámí s Hélène, která jí pak představí Anatola, svého bratra, jenž je Natašou okouzlen, a ji to velmi těší. Teprve po návratu z opery má Nataša výčitky, že se snad chovala nevhodně. A přesto musí myslet nejen na Andreje, ale i na Anatola. Anatol vede hýřivý život, v Polsku se dokonce musel oženit s venkovským děvčetem, které svedl a obtěžkal. Otec ho poslal do Moskvy, kde se ubytuje u Pierra a dá se opět dohromady s podobně zkaženým Dolochovem, který využívá jeho postavení, aby k sobě nalákal bohaté mladíky, protože je vášnivý hráč. Na bratrovu žádost pozve Hélène Natašu a Soňu na večer. Anatol vyznává zmatené Nataše lásku. Doma má Nataša opět výčitky. Dostane dopis od Marii, která nabízí přátelství. Achrosimovová byla předtím u knížete, ale nepochodila. Radí Rostovovým odjet zpět do Otradného a tam čekat – svatba může být i tam. Nataša dostane milostný dopis od Anatola (neví, že jej za něj psal Dolochov). Je nadšena: Anatol ji chce unést. Soňa náhodou tento dopis přečte. Marně Nataše domlouvá. Nataša odepíše Marii, že vrací Andrejovi slovo. Na další večeři při setkání s Anatolem něco domlouvají. Soňa pochopí, že jde o útěk. Neví, co má dělat, a hlídá. Přípravy únosu (a sňatku) u Dolochova, k němuž se Anatol přistěhoval. Dolochov, který vše vymyslil a zařídil, nyní Anatola zrazuje od nebezpečného podniku (může být i souzen, vždyť už je jednou ženatý), ale Anatol si nedá říci. Achrosimovová vše zjistí a zabrání útěku. Hraběti však nic neřekne a Nataša předstírá, že je nemocná. Achrosimovová se bojí souboje, a žádá proto o pomoc Pierra, aby řekl Anatolovi, že by měl hned odjet. Ten sdělí jí i Nataše, že Anatol je již ženatý. Hrabě Rostov se pouze dozví, že Nataša vrátila Andrejovi své slovo. Pierre je Natašiným skutkem raněn: sám ji totiž miluje a navíc je mu líto přítele Andreje. Pierre hledá všude Anatola, až se s ním setká u své ženy, kterou opět nenávidí pro její prostopášnost. Rozzuřeně žádá od Anatola tři věci: Natašin dopis, jeho odjezd z Moskvy a mlčení o celé záležitosti. Dá mu peníze a Anatol druhý den odjede do Petrohradu. Nataša se pokusila otrávit, byla však včas zachráněna; je ale velmi zesláblá. Kníže Bolkonskij si přečte Natašin dopis Marii (ukradla ho m-lle Bourienne) a slyší řeči o pokusu o únos (tyto řeči po celém městě srdnatě vyvrací Pierre) a má radost. Vrací se Andrej, a nedávaje najevo své skutečné pocity, tvrdí, že Natašinu zradu předpokládal. Zavolá k sobě Pierra. Diskuse o Speranského domnělé zradě a jeho vyhnanství – Andrej se ho zastává. Andrej pošle Nataše po Pierrovi její dopisy a přání všeho dobrého. Pierre cítí, jak mají všichni radost, že ze sňatku sešlo, a že Rostovovými pohrdají. Předá Nataše dopisy a náhle ji chápe. Řekne jí, že kdyby byl hezčí a lepší, sám by prosil o její lásku.

### III. díl

#### Část první (kap. I – XXIII)
Červen 1812. Francouzi na Němenu. Postupují do Ruska. Car ve Vilně. Na plese (je zde i Boris a Hélène) se car dozví, že Francouzi vstoupili do Ruska. Pošle svého pobočníka generála Balašova s listem k Napoleonovi. Trvá čtyři dny, než je Balašov Napoleonem přijat – v témže domě, odkud jej vyslal car Alexandr –, neboť Francouzi mezitím Vilno obsadili. Napoleon odmítne carovy návrhy na mír. Válka začala. Kníže Andrej, hluboce raněný Natašinou zradou, touží po souboji s Kuraginem, který mu však stále uniká. Andrej se dá opět k armádě a odjede do Turecka. Pak se nechá přeložit k Západní armádě a cestou do Běloruska se zastaví u otce, sestry a syna na statku, kde je vše stejné, jen syn vyrostl. Pohádá se s otcem kvůli m-lle Bourienne a Marii. Pak se dostaví k armádě na řece Drisse. Je přijat carem, nechce však sloužit u něho, ale dle svých zásad v armádě, kde bude užitečnější, jak je přesvědčen. Nikolaje Rostova opět volají domů, ale on zůstává u vojska. Slibuje však, že hned jak skončí tato válka, vrátí se – a ožení se se Soňou. Vyznamená se v potyčce s francouzskými dragouny a je povýšen, dali mu husarský prapor, ale nemůže se zbavit nechuti k zabíjení nepřátel. Nataša je velmi nemocná, ale pomalu se začíná zotavovat. Léto 1812 tráví rodina v Moskvě. S radostí přijímá pouze Pierra, který však nikdy nemluví o svých citech k ní. Útěchu její nemocná duše nachází ve víře. Pierre nechce vstoupit do armády, ani nemůže kvůli zednářům a také proto, že pociťuje jakési tajné poslání v souvislosti s „apokalyptickou šelmou zla“ Napoleonem.
Zato Natašin bratr Péťa k armádě chce, ale otec nesouhlasí, vždyť je to ještě chlapec. Do Moskvy přijede car a Péťa se jde na něj do Kremlu podívat. V davu je málem ušlapán, ale když zahlédne cara, jen to posílí jeho touhu po vojsku. Doma pak vyhrožuje, že uteče, až otec nakonec podlehne a jde pro syna hledat nějaké co nejbezpečnější umístění.
Shromáždění stavů. Pierre se snaží prosadit své konstituční názory, ale pak toho, když vidí cara, lituje.

#### Část druhá (kap. I – XXXIX)
Kníže Bolkonskij se dopisem usmíří se synem. Ten domů píše, že statku hrozí nebezpečí. Sluha Alpatyč jede nakupovat do Smolenska, které právě obsazují Francouzi. Zde potká Andreje – má pak zařídit odjezd všech z Lysých Hor do Moskvy. – Smolensk hoří. – Andrej se zde setká s Bergem. Cestou ze Smolenska se zastaví na rodném statku – je tu jen Alpatyč, otec s Marií odjeli do Moskvy. Kutuzov je jmenován knížetem a maršálem. Po Smolensku se Francouzi blíží k Moskvě. Andrej neví, že otec s Marií nejsou v Moskvě. Otec vůbec nechtěl opustit Lysé Hory a Marija také odmítla, což knížete rozčílilo. Odjel jen vychovatel s malým Nikoleňkou. Otce však raní mrtvice – Marija ho vezme do Bogučarova. Přeje si jeho smrt pro svůj i jeho klid. Umírající otec je k ní však náhle něžný a milující. Po další mrtvici zemře a Marija si vyčítá, že si přála, aby zemřel. Chce odjet do Moskvy, ale mužici ji nechtějí pustit. Náhodou kolem projíždí mladý Rostov a kněžna ho požádá o pomoc. Doprovodí ji na cestu do Moskvy. Marija je okouzlena, Rostov také, ale snaží se příliš si to nepřipouštět kvůli slovu, jež dal Soně. Andrej je povolán ke Kutuzovovi do štábu a setká se zde s Děnisovem, což mu opět připomene Natašu. Vrací se raději k svému pluku. Pierre už nemůže zůstávat déle v Moskvě a vyrazí k pluku, který založil a platí.
24. srpna – bitva u Ševardina.
26. srpna – bitva u Borodina. Pierre objíždí a pozoruje bojiště u Borodina. Setká se s Borisem a s Dolochovem, též s Kutuzovem. Pak navštíví Andreje, ale pozná, že Andrej jej nevidí rád – příliš mu připomíná minulost. V předvečer bitvy obhlíží Napoleon bojiště a vydává dispozice; má rýmu. Druhý den, 26.8., začne brzy ráno bitva. Pierre ji zvědavě pozoruje – v civilu chodí mezi vojskem, tu překáží, tu pomůže; všichni na něj hledí s rozpaky i s obdivem, že se nebojí. Francouzi prohrávají. Andrej je těžce raněn, v ošetřovně spatří Kuragina, jemuž právě amputovali nohu. Opět se mu bolestně vybavuje Nataša a pak v sobě objeví soucit, lásku a odpuštění. Napoleon je zlomen porážkou. Vítězství Rusů však není tak přesvědčivé – ztráty na obou stranách jsou obrovské.

#### Část třetí (kap. I – XXXIV)
Kvůli velkým ztrátám nařizuje Kutuzov ústup na Moskvu – a tím ji vlastně obětovat nepříteli, jehož cílem právě Moskva je.
Pierre přespí v zájezdním hostinci, 30.8. se vrátí do Moskvy.
Rusové ustupují. Cestou se Pierre dozví o smrti knížete Andreje (neví, že je jen těžce raněn).
Mezitím Hélène, která se zamilovala do dvou mužů, mladého a starého, a neví, za kterého se provdat, žádá Pierra o rozvod. Ministr Rastopčin varuje Pierra před jeho styky se zednáři. Chce, aby opustil Moskvu. Ví se už, že Moskva bude obětována nepříteli. Druhý den ráno zmizí Pierre ze svého domu; marně po něm pátrají.
Péťa Rostov se vrátil do Moskvy k rodině a Rostovovi se chystají k odjezdu. Nataša je už zdravá i veselá. Soňa by byla ráda, kdyby se Nikolaj oženil s bohatou Marií, jak si to přeje hraběnka, protože by to zachránilo rodinnou situaci. Zmatek kolem balení věcí a příprav na cestu. Do Moskvy přivážejí raněné a na Natašinu prosbu je berou i do jejich domu. 1. září rodina konečně odjíždí – vozy jsou však z velké části uvolněny raněným, proti čemuž protestuje hraběnka. Mezi raněnými je i Andrej, to však zatím Nataša netuší. Cestou potkají Pierra, který zůstává v Moskvě. Pierre se tajně usadí v domě zednáře Bazdějeva, jenž je po smrti. Napoleon dorazil do Moskvy – ta je však v podstatě prázdná, neboť kdo mohl, tak odjel. Vrchní velitel města hrabě Rastopčin je nespokojen, že Kutuzov vydal Moskvu bez boje a sám také město opouští. Francouzi pod velením Murata obsadí Kreml. Dřevěnou Moskvu, opuštěnou obyvateli – domy obsazují francouzští vojáci – postupně zachvacuje požár. Do Pierrova útočiště přijde francouzský kapitán Ramballe s doprovodem. Bývalý Bazdějevův sluha ho napadne, ale Pierre mu proti své vůli zachrání život a vlastně se z nich stanou přátelé. Pierre, posedlý myšlenkou zabít Napoleona, je na pochybách. Rostovovi za Moskvou pozorují požár města. Nataše řekli o raněném Andrejovi, ta ho noci tajně navštíví. Prosí o odpuštění; Andrej ji miluje víc než dřív. Od té chvíle se od něj Nataša nehne.
3. září vyjde Pierre do ulic hořící Moskvy, odhodlán najít a zabít Napoleona. Jakási žena ho požádá, aby zachránil její malou dcerku zanechanou v hořícím domě. Pierre dítě najde, a když pak hledá jeho matku, jme se hájit čest arménské ženy proti francouzským vojákům, a protože má zbraň a vypadá podezřele, je zajat a uvězněn.

### IV. díl

#### Část první (kap. I – XVI)
Vyšší společnost v Petrohradu sleduje zprávy o bojích i o vydání Moskvy nepříteli. V tom čase zemře za nejasných okolností nemocná Hélène Bezuchovová. Marija se usídlila u své tety ve Voroněži. Tam se objeví i Nikolaj Rostov a gubernátorova žena, jeho teta, chce domluvit sňatek s Marií. Nikolaj se nebrání, ale dal přece slovo Soně. Právě v té době od ní však dostane dopis, v němž mu dává volnost – vzdala se ho i po domluvách hraběnky Rostovové. Nataša po cestě dál pečuje o Andreje. Pierre je v Moskvě vězněn a vyslýchán Francouzi. Má být popraven, ale v poslední chvíli dostane milost a dál je vězněn mezi zajatými ruskými vojáky. Marija se vydá do Jaroslavli za Andrejem, který touží po smrti. Krátce po sestřině příjezdu, v Natašině péči, Andrej zemře.

#### Část druhá (kap. I – XIX)
Říjen 1812 – bitva u Trutina – chaotická, ale přesto pro Rusko vítězná. Úvahy o Napoleonovi. Pierre nadále v zajetí. Francouzi opouštějí Moskvu i se zajatci. Složitosti kolem dalšího postupu Francouzů i Rusů. Francouzi stále ustupují. Kozáci málem zatknou Napoleona. Kutuzov nechce zbytečně útočit na ustupující Francouze, kteří míří ke Smolensku.

#### Část třetí (kap. I – XIX)
Počátky a úspěchy partyzánské války Rusů proti Francouzům. Mezi partyzány je Děnisov a Dolochov. Přijede k nim Péťa Rostov, který je sem vyslán na obhlídku. Jede s Dolochovem v převlečení na výzvědy do francouzského tábora. Při útoku je pak Péťa zabit.
Mezi ruskými zajatci, které Děnisov s Dolochovem osvobodí, je i Pierre. Francouzi na útěku, postupný rozklad jejich armády. (Konec října.) Zároveň neschopnost Rusů – velmi oslabených ztrátami i nastupující zimou – nepřítele odříznout a razantně zahnat či zajmout.

#### Část čtvrtá (kap. I – XX)
Po Andrejově smrti a ještě víc po zprávě o Péťově smrti se stanou z Nataši a kněžny Marii nerozlučné přítelkyně – utrpení a osamělost je tolik sblížily.
Koncem ledna 1813 odjedou obě do Moskvy do domu Bolkonských, který zůstal zachován.
Rychlý ústup Francouzů, jež stále pronásledují vyčerpaní Rusové – ti mají velké ztráty, ačkoli měsíc nedojde k žádnému boji. Pak bitva u Krasného – 5. až 8. listopadu 1812. Francouzi poraženi. Přechod přes Berezinu – dovršení porážky Francouzů.
Kutuzov je stále obviňován z liknavosti apod. Na konci listopadu se usídlí ve Vilně. Cítí se starý a slabý a rád už by měl klid. 11. prosince přijede do Vilna car. Vytkne leccos Kutuzovovi, ale přesto mu dá řád. Car chce pokračovat ve válce za hranicemi, Kutuzov je proti, je tedy – jako překážka – rychle odstaven a moc je z něj převedena jinam, především na cara samého.
Po osvobození odjede Pierre do Orla a na tři měsíce onemocní. Stará se o něj jedna z kněžen, navštíví ho zednář Villarski. Pierre se velmi změnil, dokonce se s rozvahou stará i o své finanční záležitosti a odmítne platit dluhy po své mrtvé ženě.
Obnovování zničené Moskvy. Koncem ledna 1813 přijede do Moskvy i Pierre. Navštíví kněžnu Marii a k svému velkému údivu se zde setká s Natašou, na niž myslil už jen málo, ale teď se v něm opět probudí všechny dávné city. Nataša poprvé otevřeně mluví o tom, co prožila, když pečovala o Andreje. Při večeři a pozdě do noci Pierre podrobně líčí svá dobrodružství. Marii napadne, že Pierre a Nataša by se mohli milovat. Pierre svěří Marii své city a ta vše poví Nataše, která ho má také ráda. Pierre odjíždí do Petrohradu a Nataša mu řekne, že na něj bude čekat.

### EPILOG

#### Část první (kap. I –XVI)
Autorovy úvahy o událostech počátku 19. století.
V roce 1813 se Nataša provdá za Pierra. Brzy poté zemře starý hrabě Rostov. Nikolaj opustí armádu a s dědictvím po otci přijme i jeho obrovské dluhy. Rodina je na mizině, Nikolaj se Soňou však bídnou situaci skrývají před matkou i před Natašou a Pierrem. Nikolaj se dá na civilní službu. V zimě přijede do Moskvy Marija a navštíví Rostovovy, Nikolaj se k ní však z hrdosti chová chladně a odmítavě. Pak jí oplatí zdvořilostní návštěvu, která se nakonec – aniž to jeden z nich plánoval – změní na vyznání. Na podzim 1814 se Nikolaj a Marija vezmou. Odstěhují se i s matkou a se Soňou do Lysých Hor. Nikolaj splatí všechny dluhy. Stane se velmi dobrým, spravedlivým hospodářem. Soňa, žijící s rodinou a pečující o hraběnku a o děti, je, zdá se, smířena se svým osudem. Marija však nemůže přemoci své zlé pocity k ní, ačkoli ji Nikolaj, který jí o Soně vše řekl, prosí, aby ji měla ráda. Marija o tom často hovoří s Natašou. V roce 1820 už má Nataša tři dcery a syna. Zcela se vyhýbá společenskému životu a oddaně se věnuje rodině. S Pierrem žijí střídavě v Moskvě, v Petrohradu a na Lysých Horách. I Pierre se docela změnil a pod Natašiným přísným, ale láskyplným vlivem se věnuje rodině. Stará hraběnka Rostovová je už zatrpklá a nesnášenlivá, ale všichni její stav po ztrátě syna a muže chápou. Po návratu z delšího pobytu v Petrohradu vykládá Pierre na Lysých Horách – je zde i Děnisov – o své nespokojenosti s vládou. Nikolaj je však na straně vlády. Pierra zbožňuje Andrejův syn Nikolaj, jemuž je teď už 15 let. Marija si píše deník o dětech. Nikolaj je znovu udiven její mravní silou, s níž vždy žila. Marija se trápí, jestli se dost stará o svého synovce Nikolaje. Nikolaj Rostov nemá synovce (a svého jmenovce) příliš rád, ale před Marií jej chválí. Večer spolu o všem, co se toho dne událo, hovoří Nataša a Pierre. Pierre je „pod pantoflem“, ale Nataša dělá vlastně vše jen pro něj a bezmezně ho miluje a Pierre je spokojený. V noci probudí Nikolenku Bolkonského zlý sen o strýci a o otci: myslí na milovaného strýce Pierra a přeje si, aby v životě dělal jen to, s čím by Pierre – a dokonce i otec, na nějž se nepamatuje – mohl být spokojen.

#### Část druhá (kap. I – XII)
Autorovy filosofické úvahy o historii a společnosti.

## Online dostupné dílo
- TOLSTOJ, Lev Nikolajevič. Vojna a mír. Překlad Pavel Papáček, Karel V. Frypés a Anna Tesková. Praha: J. Otto, 1908-1909. 4 svazky (402, 425, 462, 410 s.). Dostupné online.
- TOLSTOJ, Lev Nikolajevič. Vojna a mír. Překlad Vilém Mrštík. 3. vyd. V Praze: Jos. R. Vilímek, 1922-1923. 4 svazky (457, 516, 547, 470 s.). Dostupné online.